# Piłka ręczna na Igrzyskach Panamerykańskich 2023
Turnieje piłki ręcznej na XIX Igrzyskach Panamerykańskich odbyły się w dniach 24 października – 4 listopada 2023 roku w chilijskim mieście Viña del Mar.
Był to dziesiąty turniej męski i dziewiąty żeński w historii tej imprezy. Udział wzięło w nim łącznie 240 sportowców w szesnastu drużynach, które wywalczyły prawo do uczestnictwa we wcześniejszych eliminacjach. Spotkania odbywały się Gimnasio Polideportivo.
Zgodnie z systemem kwalifikacji do turnieju piłki ręcznej rozgrywanego podczas Letnich Igrzysk Olimpijskich 2024, zarówno wśród mężczyzn, jak i kobiet awans do niego uzyskał zwycięzca turnieju, natomiast jego finalista otrzymał szansę gry w światowych turniejach kwalifikacyjnych.
Siódmy tytuł z rzędu zdobyły reprezentantki Brazylii, w czwartej kolejnej edycji pokonując w finale Argentynki, wśród mężczyzn triumfowali zaś Argentyńczycy w finale pokonując reprezentację Brazylii.

## System rozgrywek
Zarówno w męskich, jak i żeńskich zawodach startowało po osiem zespołów podzielonych na dwie grupy po cztery zespoły. Turniej kobiet rozegrany został w dniach 24–29 października, a męski 30 października – 4 listopada 2023 roku. Rozgrywki prowadzone były w pierwszej fazie systemem kołowym, po którym nastąpiła faza play-off: po dwie najlepsze drużyny z każdej grupy walczyły o miejsca 1–4, natomiast pozostałe o pozycje 5–8. Losowanie grup odbyło się na początku września 2023 roku.

## Zakwalifikowane zespoły
System kwalifikacji przewidywał dla każdej z płci awans dla gospodarza, finalistów regionalnych igrzysk, zwycięzcy dwumeczu w Ameryce Północnej oraz triumfatora turnieju ostatniej szansy.
| Kwalifikacja                               | Data                          | Miejsce            | Miejsca | Mężczyźni             | Kobiety               |
| ------------------------------------------ | ----------------------------- | ------------------ | ------- | --------------------- | --------------------- |
| Gospodarz                                  | –                             | –                  | 1       | - Chile               | - Chile               |
| Junior Pan American Games 2021             | 23 listopada – 4 grudnia 2021 | Cali               | 1       | - Brazylia            | - Argentyna           |
| Igrzyska Ameryki Południowej 2022          | 6–15 października 2022        | Asunción           | 2       | - Argentyna - Urugwaj | - Brazylia - Paragwaj |
| Igrzyska Ameryki Środkowej i Karaibów 2023 | 24 czerwca – 7 lipca 2023     | San Salvador       | 2       | - Kuba - Dominikana   | - Kuba - Portoryko    |
| Dwumecz USA–Kanada                         | 10–13 listopada 2022          | Lansing La Prairie | 1       | –                     | - Kanada              |
| Dwumecz USA–Kanada                         | 9–11 marca 2023               | Colorado Springs   | 1       | - Stany Zjednoczone   | –                     |
| Turniej eliminacyjny                       | 3–5 sierpnia 2023             | Luque              | 1       | - Meksyk              | –                     |
| Turniej eliminacyjny                       | 25–27 sierpnia 2023           | Santo Domingo      | 1       | –                     | - Urugwaj             |

## Podsumowanie

### Klasyfikacja medalowa
| Klasyfikacja medalowa | Klasyfikacja medalowa | Klasyfikacja medalowa | Klasyfikacja medalowa | Klasyfikacja medalowa | Klasyfikacja medalowa |
| Miejsce               | Reprezentacja         | Złoto                 | Srebro                | Brąz                  | Razem                 |
| --------------------- | --------------------- | --------------------- | --------------------- | --------------------- | --------------------- |
| 1                     | Argentyna             | 1                     | 1                     | 0                     | 2                     |
| =                     | Brazylia              | 1                     | 1                     | 0                     | 2                     |
| 3                     | Chile                 | 0                     | 0                     | 1                     | 1                     |
| =                     | Paragwaj              | 0                     | 0                     | 1                     | 1                     |
| Razem                 | Razem                 | 2                     | 2                     | 2                     | 6                     |

### Medaliści
| Konkurencja | 1. miejsce | 2. miejsce | 3. miejsce |
| ----------- | ---------- | ---------- | ---------- |
| Mężczyźni   | Argentyna  | Brazylia   | Chile      |
| Kobiety     | Brazylia   | Argentyna  | Paragwaj   |